# Vraní skála
Vraní skála je geomorfologický útvar v chráněné krajinné oblasti Křivoklátsko chráněný jako přírodní památka s rozlohou 20,7 hektarů. Tvoří jej čtyř buližníkové bloky, přes dvacet metrů vysoké. Chráněné území se rozprostírá v nadmořské výšce 445–535 metrů na protáhlém zalesněném hřbetu o celkové délce asi dva kilometry nedaleko od obce Svatá ve Středočeském kraji.
Původní porosty chráněného území tvoří zejména dubohabřina a květnatá bučina, dominují zde ale hospodářské dřeviny, jako se smrk ztepilý (Picea abies), borovice lesní (Pinus sylvestris) a modřín opadavý (Larix decidua). Mezi zástupce křovinového patra patří například líska obecná (Corylus avellana), hloh obecný (Crataegus laevigata), bez červený (Sambucus racemosa) a habr obecný (Carpinus betulus). V oblasti přírodní památky byly nalezeny také vzácné druhy mechorostů, jako je křídlečka zprohýbaná (Dicranoweisia cirrata), a lišejníků (například Usnea scabrata). Oblast je významná jako stanoviště motýlů. Ze vzácnějších druhů se zde vyskytují například otakárek fenyklový (Papilio machaon) a batolec duhový (Apatura iris). Mezi vzácné druhy pavouků na lokalitě patří Zápředník korový (Clubiona corticalis) a běžník lesostepní (Xysticus ninnii).
Cílem ochrany je zachování skalních útvarů a přirozených společenstev v jejich blízkosti. Ochranářská opatření zahrnují zachování přirozené směsi, podporu vtroušených listnatých dřevin a redukci borovice, smrku a modřínu.

## Lokalita
Území se nachází asi dva kilometry severozápadně od obce Svatá a 2,6 km jižně od obce Knížkovice. Z obou obcí vede turistická stezka až k vrcholu Vraní skály, který vyčnívá nad ostatní skalky jihovýchodního okraje Křivoklátské vrchoviny. Západně od chráněného území protéká Vraní potok, významný zvláště výskytem obratlovců. Hranice chráněného území byly v roce 1997 stanoveny podle vnějšího prostorového uspořádání lesních porostů.
V krajině dominují porosty hospodářských dřevin, ale najdeme zde i mnoho druhů křovin. Zajímavými jsou v krajině právě skalní výchozy – místa, kde skalní podklad vystupuje na povrch.

## Historie
Přírodní památka zde byla původně vyhlášena v roce 1948 z podnětu Českého klubu turistů. Důvodem bylo zachování buližníkového útvaru, který poskytuje významný kruhový výhled na Křivoklátské lesy, Prahu, Beroun, a Brdy. Původně bylo tedy vyhlášeno území o výměře pouze 2,56 ha a zahrnovalo jen samotný skalní útvar Vraní skála. V roce 1997 však byla přírodní památka vyhlášena znovu, a její hranice stanoveny podle uspořádání lesního porostu v okolí. Tím se rozloha chráněného území zvýšila na 20,7 ha a zahrnuje tak i okolní lesy a menší skalní útvary. 
V minulosti byla lokalita významná z hlediska myslivosti, dnes na území funguje volná honitba Vraní skála o výměře 584 ha. Zvěř se v těchto místech ale nevyskytuje stále, jen územím prochází.
Vliv člověka je patrný na charakteru místních lesů. Místo původní přirozené směsi lípy, jedle a buku zde převažují druhy hospodářských lesů – borovice, smrk a modřín – vysazené člověkem.

## Přírodní poměry

### Geologie

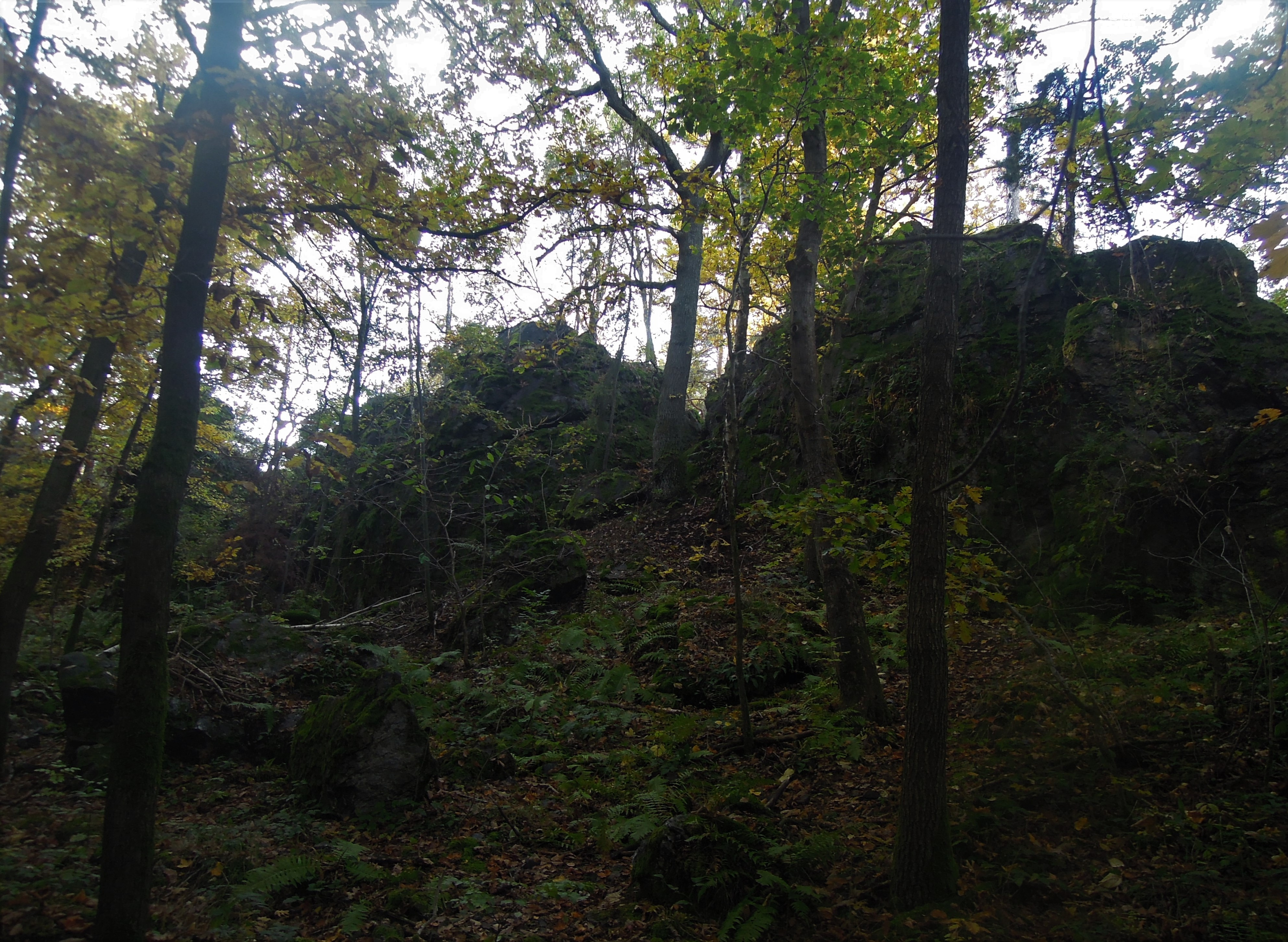
Buližníkové skalní výchozy

Vraní skála spadá do geomorfologického podcelku Zbirožské vrchoviny, která je součástí rozsáhlého celku Křivoklátské vrchoviny.
Naprostá většina skalního útvaru je tvořena neoprotozoickým silicitem – tzv. buližníkem. Jedná se o největší těleso buližníků v severozápadním Barrandienu, a jedno z největších v Česku. Tmavě šedé až černo-šedé silicity tvoří nad terénem pět hlavních (až 35 metrů vysokých) skalních výchozů, které jsou pod zemí spojené v jeden celek. Staré pukliny v hornině vyplňují světlé křemenné žilky. Okolní svahy pokrývají droby, prachové břidlice a prachovce, na úbočí i vulkanity ordoviku.
Většina buližníkových skal tvoří tzv. vertikální komíny, dva takové jsou i na Vraní skále. Na skalním útvaru Podivín (nejmohutnější z posledních útvarů Vraní skály) je vidět první, šest metrů vysoký komín. Druhý se nachází na severní straně přímo pod vrcholem skály. Horolezcům je známý jako Vraní komín, jelikož jím vedla jedna z nejstarších horolezeckých cest (1942–1944).

### Pedologie
V okolí skalních výstupů jsou v půdě výrazně zastoupeny jílovo-hlinité svahoviny (svahové sedimenty), také úlomky břidlic a drob o mocnosti až čtyři metry. Na většině území se vyskytují hnědé půdy a kyselé rankery. V jihozápadní části se objevují půdy s vyšším obsahem vápníku.

### Klima
Lokalita spadá do klimatického okrsku B5, který je pahorkatinný, mírně teplý a mírně vlhký. Za rok zde průměrně spadne 500 mm srážek. Průměrná roční teplota se pohybuje kolem 8,5 °C.

### Flóra

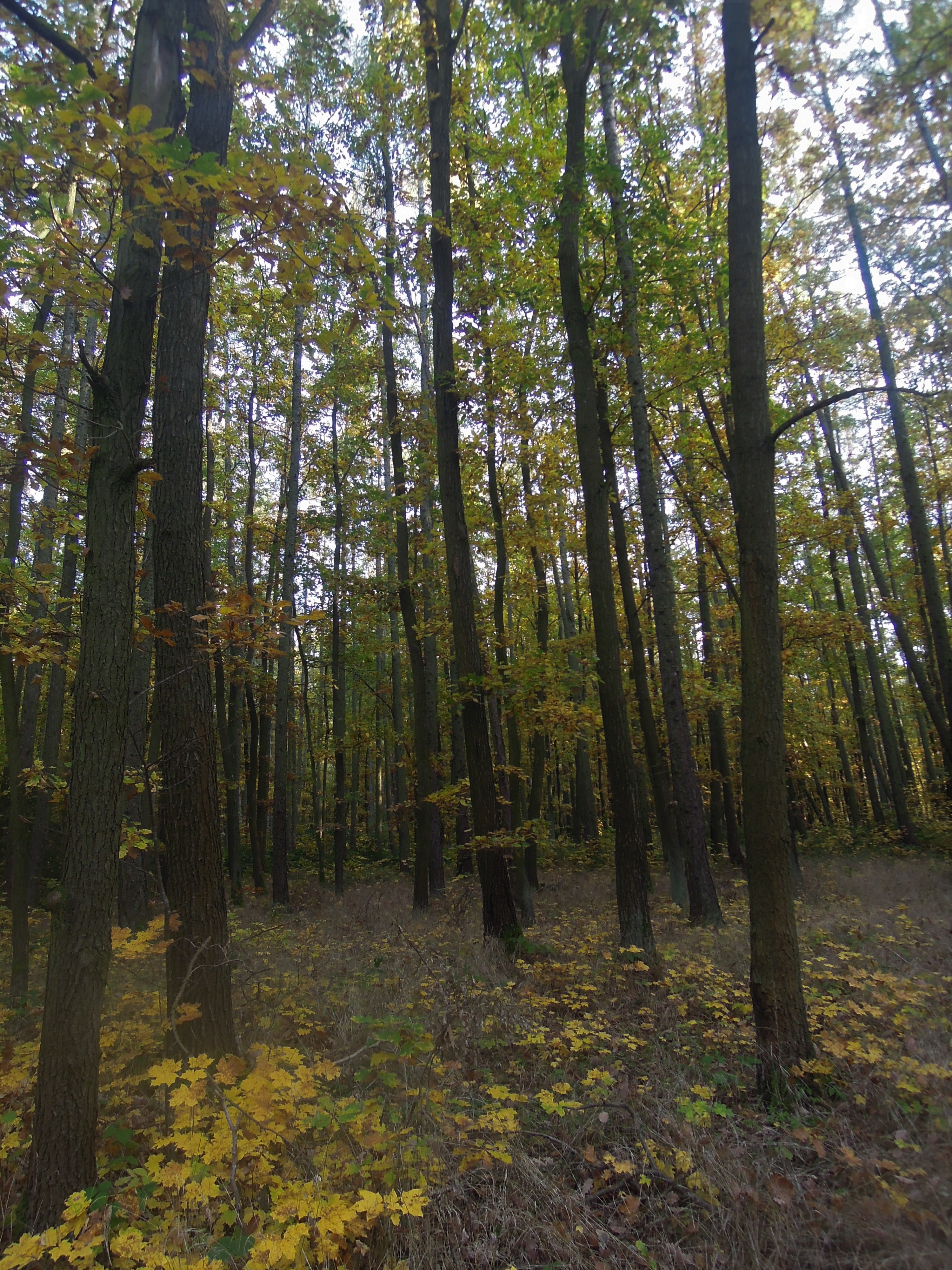
Bučiny v okolí Vraní skály

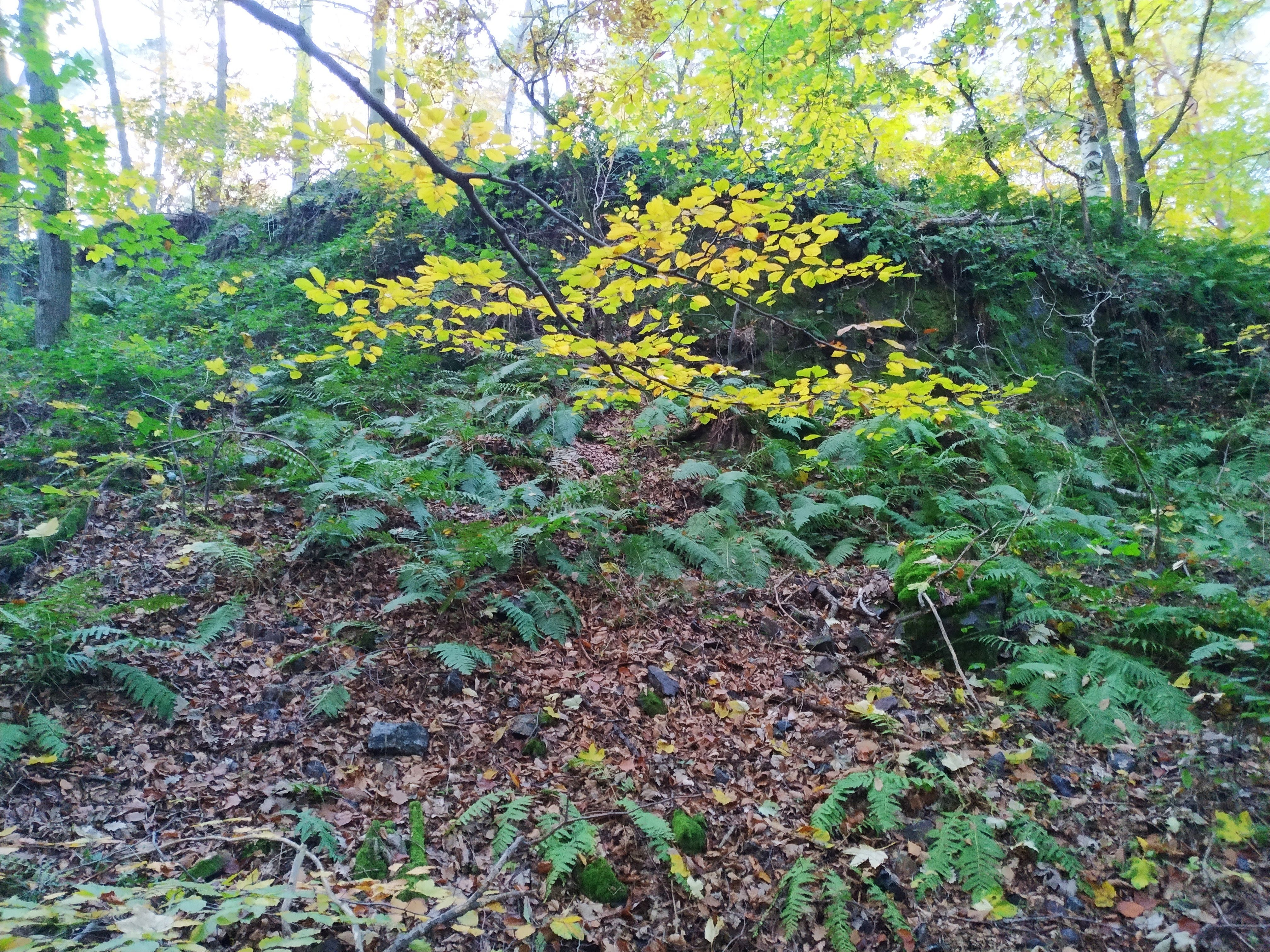
Kapradinový porost pod skalními výchozy

V hospodářských lesích dominují borovice lesní (Pinus sylvestris), smrk ztepilý (Picea abies) a modřín opadavý (Larix decidua) vysazované člověkem. Také zde rostou zbytky původního biotopu květnatých bučin, a v menším zastoupení i hercynské dubohabřiny. Pod vrcholem Vraní skály se na malých plochách vyskytují zástupci kapradin.
V křovinovém patře k rozmanitosti zdejšího prostředí přispívá líska obecná (Corylus avellana), hloh obecný (Crataegus laevigata), rybíz alpínský (Ribes alpinum), růže šípková (Rosa canina), řešetlák počistivý (Rhamnus cathartica), trnka obecná (Prunus spinosa), třešeň ptačí (Prunus avium), bez červený (Sambucus racemosa), habr obecný (Carpinus betulus).
Z bylin se na lokalitě vyskytují například okrotice dlouholistá (Cephalanthera longifolia), vikev kašubská (Vicia cassubica) a svízel okrouhlolistý (Galium rotundifolium).
V oblasti přírodní památky byly nalezeny vzácné druhy mechorostů jako křídlečka zprohýbaná (Dicranoweisia cirrata), dvouhrotec hnědožlutý (Dicranum fulvum) a trněnka Schleicherova (Oxyrrhynchium schleicheri).
V blízkosti Vraní skály byl zaznamenán výskyt celkem 81 druhů lišejníků, z nichž jeden je kriticky ohrožený - provazovka Usnea scabrata. Obecně pro lišejníky nehostinné buližníkové skály jsou ale ideálním prostředím pro některé druhy vázané na tvrdé křemičité horniny. Mezi takové druhy na Vraní skále patří rohovka horská (Dimelaena oreina), pupkovka puchýřnatá (Lasallia pustulata) a drobnovýtruska žlutolesklá (Pleopsidium chlorophanum). Mimo hlavní buližníkový masiv ale mnoho lišejníků nenajdeme. Ostatní skalní výchozy jsou dosti stinné, proto se na nich vyskytuje pouze několik druhů, především rodu Lepraria. Na více osvětlených místech je možné pozorovat běžné epilitické druhy (rostoucí na kamenech) jako je drobnovýtruska hnědavá (Acarospora fuscata). Epifytické lišejníky se vyskytují pouze na větvích dubů zimních (Quercus petraea). Na půdě ve skalních spárách se vyskytuje několik druhů dutohlávek, např. dutohlávka sivá (Cladonia glauca).

### Fauna
Z hlediska výskytu živočichů je významný nedaleký Vraní potok. Je nejenom zdrojem vody, ale také rozmnožištěm a lovištěm obojživelníků a plazů, kteří se vyskytují v chráněném území. Skalní útvary poskytují těmto živočichům především místo k přezimování.

#### Bezobratlí
Na lokalitě bylo odchyceno  přes padesát druhů pavouků. Mezi nimi velmi vzácný zápředník korový (Clubiona corticalis), vzácný běžník lesostepní (Xysticus ninnii) a další druhy z rodů pavučenek, slíďáků či pokoutníků.
Oblast je významná i jako stanoviště motýlů. Z těch vzácných jde například o otakárka ovocného (Iphiclides podalirius), otakárka fenyklového (Papilio machaon) a batolce duhového (Apatura iris). Dalšími zástupci jsou chrostíkovník lískový (Micropterix tunbergella), adéla jedlová (Nemophora ochsenheimerella), žlutokřídlec slámový (Idaea nitidata), hřbetozubec Milhauserův (Harpyia milhauseri) nebo přástevník kostivalový (Euplagia quadripunctaria). V menších drolinách žije horský plž aksamítka plochá (nebo sametová) (Causa holosericea).

#### Obratlovci
Za zmínku stojí výskyt některých ohrožených druhů jako je mlok skvrnitý (Salamandra salamandra), ropucha obecná (Bufo bufo), užovka hladká (Coronella austriaca) či užovka obojková (Natrix natrix). Z ptáků je zajímavý čáp černý (Ciconia nigra), který do oblasti Vraního potoka zalétává za potravou.
Z větších obratlovců se na území vyskytuje také lovná zvěř, která ale přírodní památkou pouze prochází, nežije tu stále.

## Ochrana

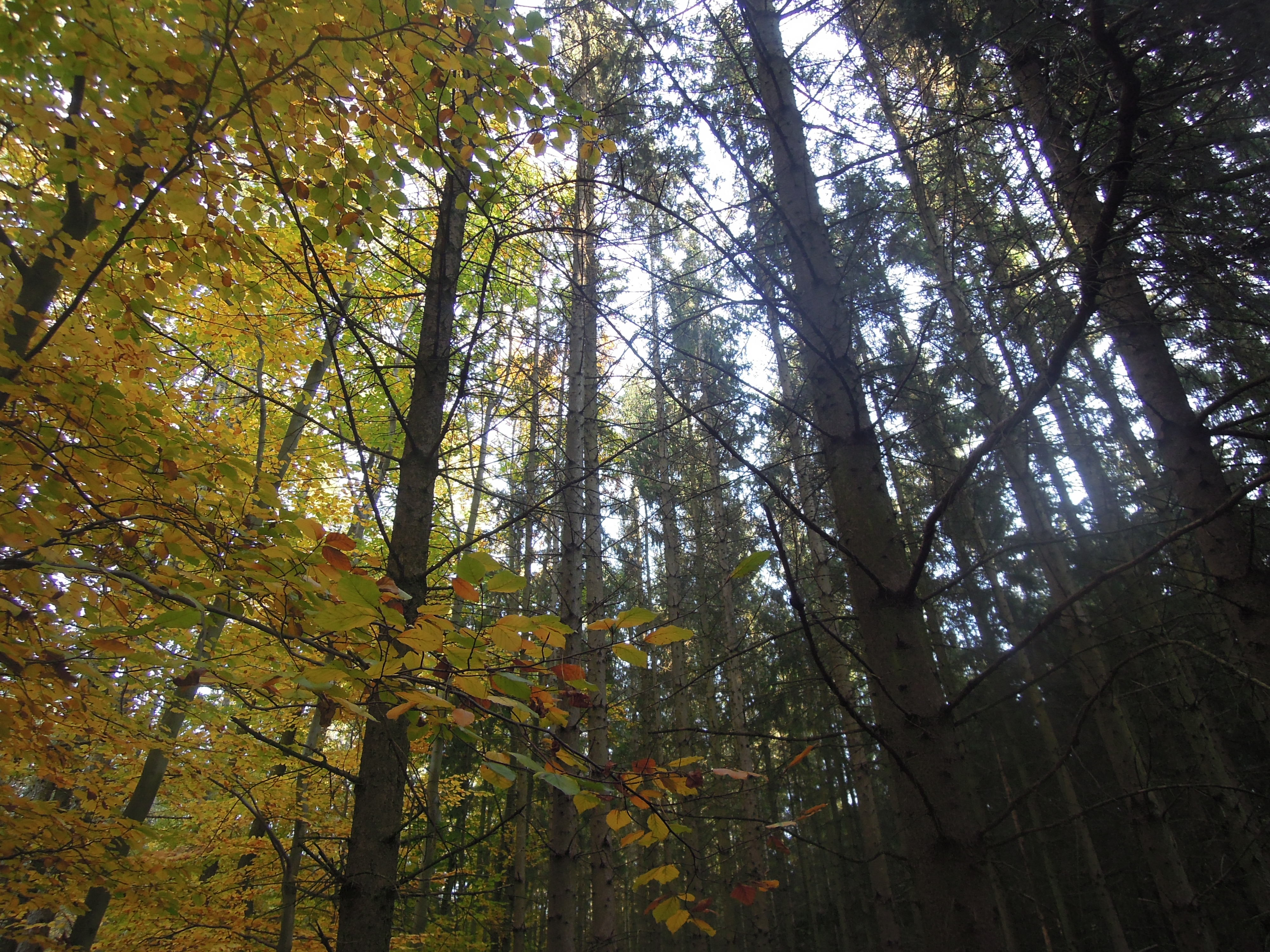
Rozhraní hospodářského lesa a původního porostu

Od roku 1997 je cílem ochrany zachování skalních útvarů a přirozených společenstev v jejich blízkosti. Dne 16. února 2017 byl schválen plán péče na roky 2017–2026. Jeho hlavními předměty ochrany jsou mimo skalní útvary i květnaté bučiny, suťové lesy, hercynské dubohabřiny a štěrbinová vegetace. V péči o rostliny a živočichy nejsou plánovaná žádná specifická opatření. Neživá příroda má být ponechána samovolnému vývoji. Péče o lesy je rozdělena podle porostních typů. 
Ochrana původních porostů zahrnuje zachování přirozené směsi lípy a jedle, výsadbu buku jako doplnění přirozené obnovy, podporu vtroušených listnatých dřevin a jedle, redukci modřínu, smrku a borovice a ochranu jedle proti okusu a loupání. Ve smrkovém porostním typu je důležité podpoření přirozené směsi, ponechání listnatých výstavků, výsadba autochtonního materiálu, ochrana výsadeb dubů a jedlí oplocením proti okusu a loupání, podpora listnatých dřevin a běžná ochrana smrku proti podkornímu hmyzu. Porostní typ borový vyžaduje podpoření přirozené směsi, ponechání listnatých výstavků, ochrana výsadeb dubů a jedlí oplocením, a proti okusu a loupání a běžnou ochranu borovice proti podkornímu hmyzu.
Plán také zahrnuje údržbu vyhlídkové části přírodní památky, tzn. potřebné opravy zábradlí, informační tabule, turistické stezky, dřevěné podlahy a kukátek na vyhlídce.

## Turismus

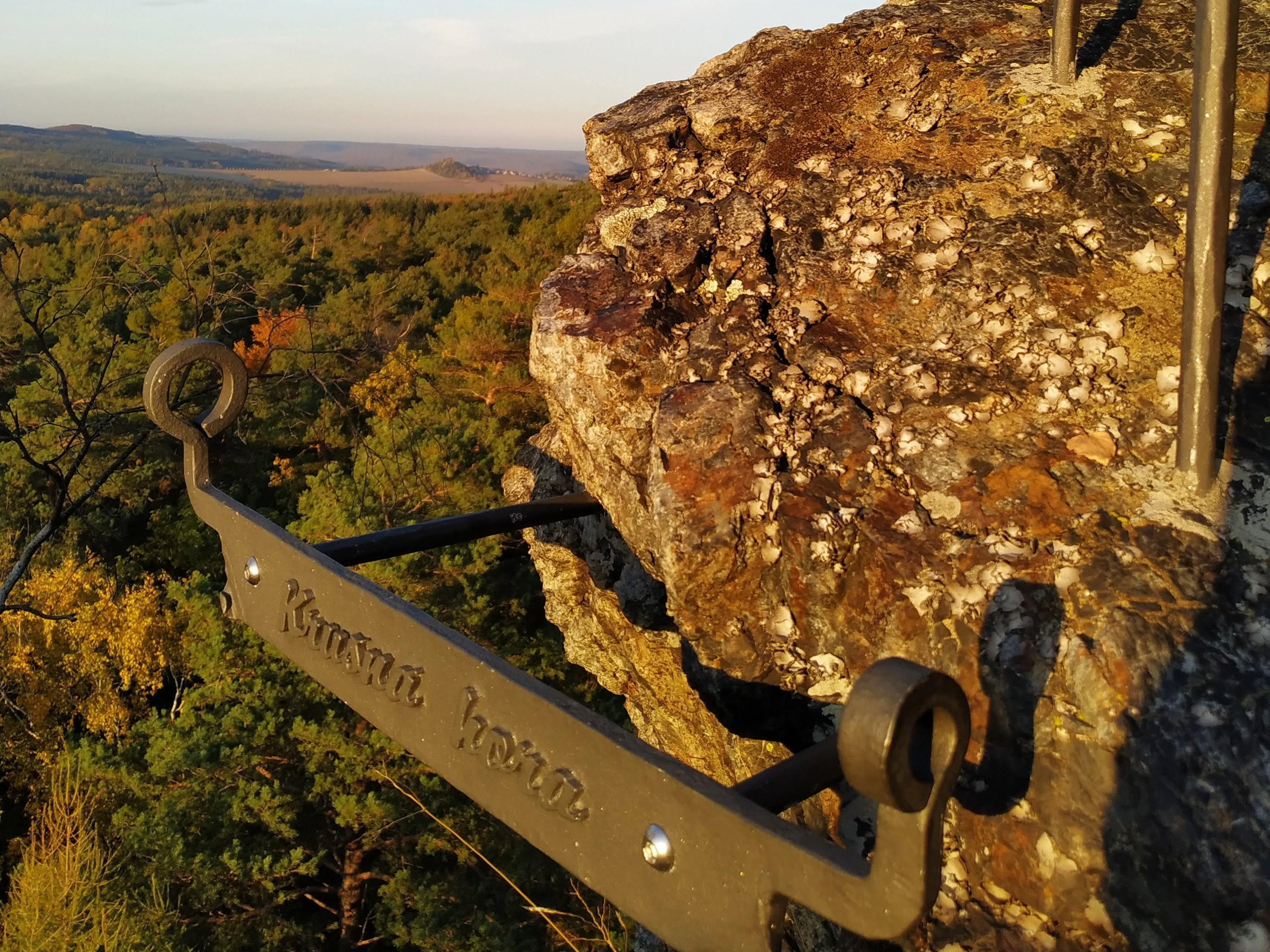
Kukátko na vrcholu

V minulosti byla Vraní skála atraktivní pro horolezce, od roku 2003 je horolezecká činnost zakázaná Správou CHKO Křivoklátsko. Dnes je tedy hlavním turistickým cílem vyhlídka na vrcholu skály, ke které vede žlutá turistická stezka z obcí Knížkovice a Svatá. Z obou vesnic je vyhlídka vzdálená přibližně dva kilometry. Součástí vyhlídky jsou kukátka směřující na významné body v krajině.